# Petra Vlhová
Petra Vlhová (* 13. června 1995 Liptovský Mikuláš) je slovenská alpská lyžařka specializující se na technické disciplíny slalom, obří slalom a paralelní slalom.
Na Zimních olympijských hrách 2022 v Pekingu vyhrála slalom, čímž se stala druhým olympijským vítězem na zimních hrách v rámci slovenských výprav. Na světových šampionátech získala šest medailí. Na Mistrovství světa 2019 v Åre zkompletovala celou medailovou sadu, když se stala světovou šampionkou v obřím slalomu, druhá skončila v superkombinaci a třetí místo obsadila ve slalomu. Na MS 2017 ve Svatém Mořici byla členkou stříbrného slovenského týmu v soutěži družstev. Na Světovém šampionátu 2021 v Cortině d'Ampezzo dojela druhá v superkombinaci a ve slalomu.
V sezóně 2020/2021 vyhrála jako první slovenský lyžař celkové hodnocení Světového poháru. V sezónách 2018/2019 a 2021/2022 se umístila na celkovém druhém místě. Jako první Slovák rovněž získala malý křišťálový glóbus v ročníku 2019/2020 za vítězství ve slalomu a paralelním slalomu. Podruhé slalomovou klasifikaci ovládla v sezóně 2021/2022. Do října 2022 ve Světovém poháru vyhrála 31 závodů, z toho 22 ve slalomu, 6 v obřím slalomu, 1 v paralelním slalomu, 1 v paralelním obřím slalomu a 1 v městském závodu. Od ledna 2017 do prosince 2020 zvítězily Vlhová a Mikaela Shiffrinová ve 28 slalomech v řadě.
V letech 2019, 2020 a 2021 byla vyhlášena slovenským Sportovcem roku. V anketě Najväčší Slovák vyhlášené v roce 2019 obsadila 27. místo jako čtvrtý sportovec v pořadí.

## Klubová příslušnost a trenérský tým
V letech 2006–2010 byla členkou SKI Teamu Martinské hole v Martině a závodila také za Lyžařský klub Šachtičky Banská Bystrica, se základnou ve skiareálu Šachtičky. Během sezóny 2011/2012, ve věku šestnácti letech, se připravovala ve Ski Klubu Javorovica Liptovský Ján a v popradském Centru olympijské přípravy. Od sezóny 2013 závodí za Ski Team Vlha Liptovský Mikuláš a v červenci 2013 se také stala členkou Vojenského sportovního centra Dukla Banská Bystrica.
V rané fázi mládežnické a dorostenecké kariéry ji vedli Ján Garaj, Rastislav Mažgut a poté Tomáš Hudec. Od roku 2011 působil na pozici hlavního trenéra Ivan Iľanovský, kterého v dubnu 2016 vystřídal Ital Livio Magoni (nar. 1963). V předchozích třech sezónách italský trenér spolupracoval se Slovinkou Tinou Mazeovou. Šestiletou smlouvu s ním Vlhová ukončila o rok dříve, po vítězné sezóně 2020/2021, v prohlášení z dubna 2021. V olympijské sezóně 2021/2022 jej nahradil Švýcar Mauro Pini, jenž vedl také Laru Gutovou-Behramiovou. Kondiční přípravu vede Šimon Klimčík.
V prosinci 2020 opustila Slovenskou lyžařskou asociaci (SLA), v rámci odchodu 46 sportovních klubů pro dlouhodobé neřešení problémů ze strany asociace, a přestoupila do sdružení Svazu slovenského lyžování. Ministerstvo školství, vědy, výzkumu a sportu okamžitě SLA odejmulo status národního sportovního svazu a ukončilo jeho členství v Mezinárodní lyžařské federaci.

## Juniorská kariéra
V únoru 2011 se jako patnáctiletá stala ve švýcarské Crans-Montaně juniorskou mistryní světa v obřím slalomu v kategorii 18letých. Ve slalomu stejné věkové kategorie obsadila 4. místo. V sezóně 2011/2012 poprvé ovládla slovenskou anketu Lyžař roku, organizovanou národní lyžařskou asociací, když o 19 bodů předstihla favorizovanou čtyřnásobnou vítězku soutěže Veroniku Zuzulovou. Na I. zimních olympijských hrách mládeže v Innsbrucku se během ledna 2012 stala zlatou medailistkou ve slalomu, jakožto první slovenský olympijský šampion v mládežnické kategorii. V innsbrucké superkombinaci i obřím slalomu dojela čtvrtá. V roce 2012 pak triumfovala na otevřeném šampionátu Slovenska v Jasné. Z březnového Juniorského mistrovství světa 2012 v italském Roccarasu si odvezla bronzovou medaili. V době závodu figurovala na 69. místě slalomového hodnocení žen Mezinárodní lyžařské federace, na pozici slovenské trojky za Zuzulovou a Barborou Lukáčovou.
V sezóně 2012/2013 se stala součástí slovenského reprezentačního týmu dospělých v alpském lyžovaní. V únoru 2014 vybojovala titul juniorské mistryně světa ve slalomu na šampionátu v Jasné, když Švédku Charlottu Saefvenbergerovou předstihla o 17 setin sekundy. Stala se druhou slovenskou světovou šampionkou v této disciplíně po Veronice Zuzulové z roku 2002.

## Seniorská kariéra

### Soutěžní debuty
První soutěž Mezinárodní lyžařské federace odjela jako patnáctiletá v listopadu 2010, když v norském Geilu nastoupila do obřího slalomu. Umístila se v něm na 33. příčce. Premiérovou účast v Evropském poháru zaznamenala během března 2011 ve slovenské Jasné. Ve slalomu obsadila 26. místo. Následoval debut ve Světovém poháru na sklonku prosince 2012 v Semmeringu. Na mistrovství světa se poprvé představila ve slalomovém závodu únorového Světového šampionátu 2013 ve Schladmingu, kde nedojela do cíle prvního kola. Slovensko na olympijských hrách poprvé reprezentovala na XXII. zimní olympiádě v Soči. Ve skiareálu Roza Chutor se umístila na 24. místě v obřím slalomu a na 19. příčce ve slalomu.

### Světový pohár

#### Raná fáze
Ve Světovém poháru debutovala v sedmnácti letech během prosince 2012. V rakouském Semmeringu skončila ve slalomu těsně za elitní desítkou, na 11. pozici. První vítězství zaznamenala o tři roky později, když jako dvacetiletá ovládla v prosinci 2015 slalom v Åre. Zároveň se jednalo o její premiérové pódiové umístění a teprve druhé v elitní desítce světového poháru. Navázala jím na sedmou příčku ze slalomu v Aspenu, konaného o dva týdny dříve. Na čele aarského závodu figurovala již po prvním kole a ve druhém navýšila náskok před Švédkou Fridou Hansdotterovou, vedoucí závodnicí celkového pořadí, na 59 setin sekundy. Stala se tak třetí slovenskou vítězkou závodu Světového poháru, po Janě Gantnerové a Veronice Zuzulové.
Do druhého kola obřího slalomu poprvé postoupila během ledna 2016 ve Flachau, kde obsadila konečné 14. místo. V lednu 2017 dojela v záhřebském slalomu druhá. Poprvé v historii Světového poháru obsadily stupně vítězů pouze závodnice z Česka a Slovenska, když soutěž ovládla Veronika Velez Zuzulová a třetí příčku opanovala Šárka Strachová. V březnu téhož roku pak Vlhová přidala druhý kariérní triumf v aspenském slalomu, když cílovou bránu protnula o 24 setin sekundy rychleji než celková šampionka sezóny Mikaela Shiffrinová. Premiérový start v kombinačním závodu proměnila ve švýcarské Crans-Montaně na počátku března 2018 ve třetí místo. S minimálním odstupem devíti setin sekundy zaostala za vítěznou Italkou Federicou Brignoneovou.

#### 2019: Pět výher a druhá ve třech konečných hodnoceních
V úvodní části sezóny 2018/2019 se stala první slovenskou vítězkou závodu v obřím slalomu. Po úvodním kole v Semmeringu, během prosince 2018, figurovala na čtvrtém místě. Druhou nejrychlejší jízdou druhého kola však závod vyhrála o půl sekundy před Němkou Viktorií Rebensburgovou. Vylepšila tím své maximum z této disciplíny, jímž byla sedmá pozice. O tři dny později, na Nový rok 2019, triumfovala v městském paralelním slalomu na osloském Holmenkollbakkenu. Šestý triumf v sezóně 2018/2019 znamenal překonání slovenského rekordu výher v jednom ročníku, jenž držela Velez Zuzulová.
Následující týden si připsala prvenství v nočním slalomu ve Flachau. Pátou výhrou v klasickém slalomu rovněž překonala čtyři slalomové výhry krajanky Velez Zuzulové. Flachauský triumf zopakovala v lednu 2020, jímž navázala na týden starou slalomovou výhru ze Záhřebu. Z obou ročníků nejlépe dotovaného závodu světa ve Flachau si vždy odvezla rekordní prémii 70 tisíc eur (cca 1,7 milionu korun). Závěrečnou výhru v sezóně 2018/2019 získala na trati obřího slalomu ve Špindlerově Mlýně, kde o jedenáct setin sekundy předčila Němku Rebensburgovou. S odstupem šesti desetin pak na bronzové příčce dojela Shiffrinová. V konečném pořadí sezóny obsadila 2. místa v celkové klasifikaci, slalomu i obřím slalomu.

#### 2020: Dva malé křišťálové glóby
Do ročníku 2019/2020 nastoupila s tréninkovým deficitem po letním operačním výkonu nosních dutin. Sezónu zahájila 14. příčkou v obřím slalomu rakouského Söldenu. První pódiové umístění dosáhla na počátku prosince 2019 druhým místem ze slalomu v americkém Killingtonu, když zaostala o více než dvě sekundy za Mikaelou Shiffrinovou. O dva týdny později ovládla paralelní slalom ve Svatém Mořici. Během Vánoc ji limitoval zánět okostice na dolní končetině a naražená holenní kost. Do roku 2020 vstoupila třemi výhrami ze čtyř závodů, když během ledna dominovala v záhřebském i flachauském slalomu. Třetí vítězství přidala v obřím slalomu italského Sestriere, o nějž se podělila s Italkou Federicou Brignoneovou. V jednom ze tří nejvyrovnanějších závodů historie Světového poháru dojela třetí Shiffrinová pouze se setinovou ztrátou.
Hlavní soupeřka a trojnásobná obhájkyně velkého křišťálového glóbu i slalomové klasifikace Shiffrinová ze sezóny odstoupila na začátku února 2020 po tragickém úmrtí otce. Vlhová se soustředila na zisk celkového vítězství a začala nastupovat i do závodů rychlostních disciplín. Z Banska si odvezla body za šestou příčku v superobřím slalomu a jedenáctou pozici ve sjezdu. V první desítce dojela i v Garmisch-Partenkirchenu. Během února 2020, kdy ji zužovaly potíže s chrupavkou v levém koleni, ovládla slalom v Kranjské Goře. Čtrnáctým slalomovým triumfem se posunula do vedení klasifikace této disciplíny, které již neopustila. Na posledním mezičase druhého kola přitom ještě o více než sekundu vedla poslední závodnice na trati, Švédka Anna Swennová Larssonová, která však v prostoru cíle upadla. V Crans-Montaně vylepšila další týden čtvrtým místem osobní mamixum ze sjezdu.
Závěrečnou soutěží se pro ni stal superobří slalom v severoitalském La Thuile. V této disciplíně skončila poprvé v kariéře čtvrtá. Na trati dokonce vedla, ale chybovala v jedné z branek umístěných za horizontem svahu. Předčasně ukončený ročník 2019/2020 pro koronavirovou pandemii završila třetí příčkou v celkové klasifikaci, druhým místem v obřím slalomu a první dva malé křišťálové glóby získala za prvenství ve slalomu a paralelním slalomu.

#### 2021: Vítězka Světového poháru – velkého křišťálového glóbu
Do sezóny 2020/2021 vstoupila dominantním způsobem, když po 3. příčce v zahajovacím obřím slalomu v Söldenu, vyhrála tři závody během šesti dnů. V průběhu listopadu 2020 nejdříve ovládla dva slalomy ve finském Levi a hattrick dovršila titulem z paralelního obřího slalomu v rakouském Lechu/Zürse. V obřím slalomu v Courchevelu, během prosince 2020, pak dojela třetí a druhý identický závod o dva dny později nedokončila. Navazující sjezdy ve Val d'Isère pro ni znamenaly 26. a 33. místo. Zlepšení přinesla 6. příčka ze superobřího slalomu. V poslední soutěži roku 2020 skončila téměř čtyřletá neporazitelnost Vlhové a Shiffrinové ve slalomu, když od ledna 2017 vyhrály 28 slalomových závodů v řadě. Vítězkou v Semmeringu se však stala Michelle Gisinová, za níž zaostaly druhá Liensbergerová, třetí Shiffrinová a čtvrtá Vlhová.
Na počátku ledna 2021 obhájila vítězství v záhřebském slalomu. O měsíc později poprvé v kariéře vystoupila na stupně vítězů v superobřím slalomu, když dojela druhá v Garmisch-Partenkirchenu. Vítězná Lara Gutová-Behramiová ovládla čtvrté Super-G v řadě a snížila její náskok v celkovém hodnocení sezóny na pouhých 42 bodů. Švýcarka se v závěru února 2021 dostala do průběžného vedení po prvním místě ve dvou sjezdech ve Val di Fassa. Vlhová však téměř 200bodový deficit nejprve snížila na 36 bodů, když v Jasné skončila druhá ve slalomu za Shiffrinovou a triumfovala v obřím slalomu. Favorizovaná Gutová-Behramiová v obřím slalomu obsadila až deváté místo. V polovině března Slovenka opět převzala vedení v celkové klasifikaci, když vyhrála první aarský slalom, jenž představoval jubilejní dvacátý vavřín ve Světovém poháru. Premiérově také vyhrála v jediném ročníku čtyři slalomy. Ve druhém slalomovém závodu však po startu úvodního kola chybovala a průběžně jí patřilo 27. místo. Se ztrátou téměř tří sekund na Shiffrinovou zajela nejrychlejší jízdu druhého kola. Posun na konečnou 8. příčku znamenal navýšení náskoku na 96 bodů před Gutovou-Behramiovou. Švýcarka předposlední zastávku sezóny ve Švédsku vynechala. Naopak Vlhová zůstala jedinou lyžařkou, která nastoupila do všech 29 odjetých závodů ročníku.
Ve druhé polovině března 2021 byly na finálové akci v Lenzerheide, pro nejlepší lyžaře v jednotlivých disciplínách, zrušeny sjezd a super-G kvůli nepříznivému počasí. Favorizována v nich byla Gutová-Behramiová. Švýcaři neuspěli s protesty, a požadavkem náhradního termínu. Vlhové tak stačilo získat k celkovému prvenství 5 bodů ze slalomu či obřího slalomu, respektive se jednou umístit do 15. místa. Na finále SP bylo bodováno jen prvních 15 závodnic, kdy patnáctá v pořadí brala 16 bodů. Slovenka obsadila šesté místo ve slalomu, do něhož Švýcarka nenastoupila. Přišla tím o prvenství ve slalomové klasifikaci, ale zajistila si velký křišťálový glóbus náskokem 136 bodů před druhou v pořadí. Stala se prvním slovenským lyžařem, jenž ovládl celkové hodnocení Světového poháru. Trofej komentovala slovy: „Znamená to pro mě strašně moc. Píšu historii. Nemůžu tomu uvěřit“. Obhájila také vítězství v paralelním slalomu, v němž nebyl malý glóbus udělen pro odjetí pouze jediného závodu.

## Soukromý život
Narodila se roku 1995 v Liptovském Mikuláši do rodiny Zuzany Vlhové a Igora Vlhy, který vede její lyžařský tým. Otec vlastní malou firmu v oboru kovovýroby, která produkuje ozubená kola, hřídele, kardany, řemenice a průmyslové nože. Ve společnosti je zaměstnán i o čtyři roky starší bratr Boris Vlha, jenž působí na pozici manažera lyžařského týmu. Od osmi let ji oficiálně zastupuje francouzský výrobce lyží Rossignol. Ve školním roce 2016/2017 absolvovala středoškolský obor pracovník marketingu na Hotelové akademii v Liptovském Mikuláši. Mimo alpského lyžování se od dětství věnuje také motocyklovému sportu a účastní se motokrosových závodů.
V roce 2019 navázala partnerský vztah s trenérem fitness a modelem Michalem Kyselicou.

## Světový pohár

### Sezónní vítězství – křišťálové glóby
|        |                  |
| Sezóna | Disciplína       |
| 2020   | slalom           |
| 2020   | paralelní slalom |
| 2021   | celkově          |
| 2021   | paralelní slalom |
| 2022   | slalom           |

### Stupně vítězů

#### Přehled
|        | Slalom | Obří slalom | Sjezd | Super-G | Kombinace | Paralel. sl. | Celkem |
| Výhry  | 17     | 6           | 0     | 0       | 0         | 3            | 26     |
| Pódium | 35     | 14          | 0     | 1       | 1         | 6            | 57     |

| Sezóna | Umístění na stupních vítězů dle sezón | Umístění na stupních vítězů dle sezón | Umístění na stupních vítězů dle sezón | Umístění na stupních vítězů dle sezón | Umístění na stupních vítězů dle sezón | Umístění na stupních vítězů dle sezón | Umístění na stupních vítězů dle sezón | Umístění na stupních vítězů dle sezón | Umístění na stupních vítězů dle sezón | Umístění na stupních vítězů dle sezón | Umístění na stupních vítězů dle sezón | Umístění na stupních vítězů dle sezón | Umístění na stupních vítězů dle sezón | Umístění na stupních vítězů dle sezón | Umístění na stupních vítězů dle sezón | Umístění na stupních vítězů dle sezón | Umístění na stupních vítězů dle sezón | Umístění na stupních vítězů dle sezón | Umístění na stupních vítězů dle sezón |
| Sezóna | Super-G                               | Super-G                               | Super-G                               | Obří slalom                           | Obří slalom                           | Obří slalom                           | Slalom                                | Slalom                                | Slalom                                | Paralelní slalom                      | Paralelní slalom                      | Paralelní slalom                      | Kombinace                             | Kombinace                             | Kombinace                             | Celkem                                | Celkem                                | Celkem                                | Celkem                                |
| Sezóna | Zlatá medaile                         | Stříbrná medaile                      | Bronzová medaile                      | Zlatá medaile                         | Stříbrná medaile                      | Bronzová medaile                      | Zlatá medaile                         | Stříbrná medaile                      | Bronzová medaile                      | Zlatá medaile                         | Stříbrná medaile                      | Bronzová medaile                      | Zlatá medaile                         | Stříbrná medaile                      | Bronzová medaile                      | Zlatá medaile                         | Stříbrná medaile                      | Bronzová medaile                      | Σ                                     |
| 2016   |                                       |                                       |                                       |                                       |                                       |                                       | 1                                     |                                       | 2                                     |                                       |                                       |                                       |                                       |                                       |                                       | 1                                     |                                       | 2                                     | 3                                     |
| 2017   |                                       |                                       |                                       |                                       |                                       |                                       | 1                                     | 1                                     | 1                                     |                                       |                                       |                                       |                                       |                                       |                                       | 1                                     | 1                                     | 1                                     | 3                                     |
| 2018   |                                       |                                       |                                       |                                       |                                       |                                       | 2                                     | 1                                     |                                       |                                       | 1                                     | 1                                     |                                       |                                       | 1                                     | 2                                     | 2                                     | 2                                     | 6                                     |
| 2019   |                                       |                                       |                                       | 3                                     |                                       | 1                                     | 1                                     | 5                                     | 2                                     | 1                                     | 1                                     |                                       |                                       |                                       |                                       | 5                                     | 6                                     | 3                                     | 14                                    |
| 2020   |                                       |                                       |                                       | 1                                     | 1                                     |                                       | 3                                     | 2                                     |                                       | 1                                     |                                       |                                       |                                       |                                       |                                       | 5                                     | 3                                     |                                       | 8                                     |
| 2021   |                                       | 1                                     |                                       | 1                                     |                                       | 2                                     | 4                                     | 1                                     |                                       | 1                                     |                                       |                                       |                                       |                                       |                                       | 6                                     | 2                                     | 2                                     | 10                                    |
| 2022   |                                       |                                       |                                       | 1                                     | 2                                     | 2                                     | 5                                     | 2                                     | 1                                     |                                       |                                       |                                       |                                       |                                       |                                       | 6                                     | 4                                     | 3                                     | 13                                    |
| Celkem | 0                                     | 1                                     | 0                                     | 6                                     | 3                                     | 5                                     | 17                                    | 12                                    | 6                                     | 3                                     | 2                                     | 1                                     | 0                                     | 0                                     | 1                                     | 26                                    | 18                                    | 13                                    | 57                                    |
| Celkem | 1                                     | 1                                     | 1                                     | 14                                    | 14                                    | 14                                    | 35                                    | 35                                    | 35                                    | 6                                     | 6                                     | 6                                     | 1                                     | 1                                     | 1                                     | 57                                    | 57                                    | 57                                    | 57                                    |

#### Závody
| Umístění na stupních vítězů |                    |                          |                  |          |
| Sezóna                      | datum              | místo konání             | disciplína       | umístění |
| 2016 (1 vítězství)          | 13. prosince 2015  | Åre, Švédsko             | slalom           | 1.       |
| 2016 (1 vítězství)          | 29. prosince 2015  | Lienz, Rakousko          | slalom           | 3.       |
| 2016 (1 vítězství)          | 15. ledna 2016     | Flachau, Rakousko        | slalom           | 3.       |
| 2017 (1 vítězství)          | 12. listopadu 2016 | Levi, Finsko             | slalom           | 3.       |
| 2017 (1 vítězství)          | 3. ledna 2017      | Záhřeb, Chorvatsko       | slalom           | 2.       |
| 2017 (1 vítězství)          | 18. března 2017    | Aspen, USA               | slalom           | 1.       |
| 2018 (2 vítězství)          | 11. listopadu 2017 | Levi, Finsko             | slalom           | 1.       |
| 2018 (2 vítězství)          | 26. listopadu 2017 | Killington, USA          | slalom           | 2.       |
| 2018 (2 vítězství)          | 20. prosince 2017  | Courchevel, Francie      | paralelní slalom | 2.       |
| 2018 (2 vítězství)          | 28. ledna 2018     | Lenzerheide, Švýcarsko   | slalom           | 1.       |
| 2018 (2 vítězství)          | 30. ledna 2018     | Stockholm, Švédsko       | městský slalom   | 3.       |
| 2018 (2 vítězství)          | 4. března 2018     | Crans-Montana, Švýcarsko | kombinace        | 3.       |
| 2019 (5 vítězství)          | 17. listopadu 2018 | Levi, Finsko             | slalom           | 2.       |
| 2019 (5 vítězství)          | 25. listopadu 2018 | Killington, USA          | slalom           | 2.       |
| 2019 (5 vítězství)          | 9. prosince 2018   | Svatý Mořic, Švýcarsko   | paralelní slalom | 2.       |
| 2019 (5 vítězství)          | 22. prosince 2018  | Courchevel, Francie      | slalom           | 2.       |
| 2019 (5 vítězství)          | 28. prosince 2018  | Semmering, Rakousko      | obří slalom      | 1.       |
| 2019 (5 vítězství)          | 29. prosince 2018  | Semmering, Rakousko      | slalom           | 2.       |
| 2019 (5 vítězství)          | 1. ledna 2019      | Oslo, Norsko             | městský slalom   | 1.       |
| 2019 (5 vítězství)          | 5. ledna 2019      | Záhřeb, Chorvatsko       | slalom           | 2.       |
| 2019 (5 vítězství)          | 8. ledna 2019      | Flachau, Rakousko        | slalom           | 1.       |
| 2019 (5 vítězství)          | 1. února 2019      | Maribor, Slovinsko       | obří slalom      | 1.       |
| 2019 (5 vítězství)          | 8. března 2019     | Špindlerův Mlýn, Česko   | obří slalom      | 1.       |
| 2019 (5 vítězství)          | 9. března 2019     | Špindlerův Mlýn, Česko   | slalom           | 3.       |
| 2019 (5 vítězství)          | 16. března 2019    | Soldeu, Andorra          | slalom           | 3.       |
| 2019 (5 vítězství)          | 17. března 2019    | Soldeu, Andorra          | obří slalom      | 3.       |
| 2020 (5 vítězství)          | 1. prosince 2019   | Killington, USA          | slalom           | 2.       |
| 2020 (5 vítězství)          | 15. prosince 2019  | Svatý Mořic, Švýcarsko   | paralelní slalom | 1.       |
| 2020 (5 vítězství)          | 29. prosince 2019  | Lienz, Rakousko          | slalom           | 2.       |
| 2020 (5 vítězství)          | 4. ledna 2020      | Záhřeb, Chorvatsko       | slalom           | 1.       |
| 2020 (5 vítězství)          | 14. ledna 2020     | Flachau, Rakousko        | slalom           | 1.       |
| 2020 (5 vítězství)          | 18. ledna 2020     | Sestriere, Itálie        | obří slalom      | 1.       |
| 2020 (5 vítězství)          | 15. února 2020     | Kranjska Gora, Slovinsko | obří slalom      | 2.       |
| 2020 (5 vítězství)          | 16. února 2020     | Kranjska Gora, Slovinsko | slalom           | 1.       |
| 2021 (6 vítězství)          | 17. října 2020     | Sölden, Rakousko         | obří slalom      | 3.       |
| 2021 (6 vítězství)          | 21. listopadu 2020 | Levi, Finsko             | slalom           | 1.       |
| 2021 (6 vítězství)          | 22. listopadu 2020 | Levi, Finsko             | slalom           | 1.       |
| 2021 (6 vítězství)          | 26. listopadu 2020 | Lech/Zürs, Rakousko      | paralelní slalom | 1.       |
| 2021 (6 vítězství)          | 12. prosince 2020  | Courchevel, Francie      | obří slalom      | 3.       |
| 2021 (6 vítězství)          | 3. ledna 2021      | Záhřeb, Chorvatsko       | slalom           | 1.       |
| 2021 (6 vítězství)          | 1. února 2021      | Garmisch, Německo        | Super-G          | 2.       |
| 2021 (6 vítězství)          | 6. března 2021     | Jasná, Slovensko         | slalom           | 2.       |
| 2021 (6 vítězství)          | 7. března 2021     | Jasná, Slovensko         | obří slalom      | 1.       |
| 2021 (6 vítězství)          | 12. března 2020    | Åre, Švédsko             | slalom           | 1.       |
| 2022 (6 vítězství)          | 23. října 2021     | Sölden, Rakousko         | obří slalom      | 3.       |
| 2022 (6 vítězství)          | 20. listopadu 2021 | Levi, Finsko             | slalom           | 1.       |
| 2022 (6 vítězství)          | 21. listopadu 2021 | Levi, Finsko             | slalom           | 1.       |
| 2022 (6 vítězství)          | 28. listopadu 2021 | Killington, USA          | slalom           | 2.       |
| 2022 (6 vítězství)          | 28. prosince 2021  | Lienz, Rakousko          | obří slalom      | 2.       |
| 2022 (6 vítězství)          | 29. prosince 2021  | Lienz, Rakousko          | slalom           | 1.       |
| 2022 (6 vítězství)          | 4. ledna 2022      | Záhřeb, Chorvatsko       | slalom           | 1.       |
| 2022 (6 vítězství)          | 9. ledna 2022      | Kranjska Gora, Slovinsko | slalom           | 1.       |
| 2022 (6 vítězství)          | 11. ledna 2022     | Schladming, Rakousko     | slalom           | 2.       |
| 2022 (6 vítězství)          | 25. ledna 2022     | Kronplatz, Itálie        | obří slalom      | 2.       |
| 2022 (6 vítězství)          | 11. března 2022    | Åre, Švédsko             | obří slalom      | 1.       |
| 2022 (6 vítězství)          | 19. března 2022    | Méribel, Francie         | slalom           | 3.       |
| 2022 (6 vítězství)          | 20. března 2022    | Méribel, Francie         | obří slalom      | 3.       |

### Konečné pořadí v sezónách
| Sezóna                        |         |                  |                  |                  |       |           |                  |               |
| Věk                           | Celkové | Slalom           | Obří slalom      | Super-G          | Sjezd | Kombinace | Paralelní slalom |               |
| 2013                          | 17 let  | 91.              | 42.              | —                | —     | —         | —                | —             |
| 2014                          | 18 let  | —                | —                | —                | —     | —         | —                | —             |
| 2015                          | 19 let  | 81.              | 34.              | —                | —     | —         | —                | —             |
| 2016                          | 20 let  | 24.              | 6.               | 40.              | —     | —         | —                | —             |
| 2017                          | 21 let  | 10.              | 5                | 11.              | —     | —         | —                | —             |
| 2018                          | 22 let  | 5.               | 4.               | 13.              | —     | —         | 7.               | —             |
| 2019                          | 23 let  | Stříbrná medaile | Stříbrná medaile | Stříbrná medaile | —     | —         | —                | —             |
| 2020                          | 24 let  | Bronzová medaile | Zlatá medaile    | Stříbrná medaile | 14.   | 16.       | —                | Zlatá medaile |
| 2021                          | 25 let  | Zlatá medaile    | Bronzová medaile | 6.               | 8.    | 12.       | —                | 1.            |
| 2022                          | 26 let  | Stříbrná medaile | Zlatá medaile    | 4.               | 40.   | 37.       | —                | —             |
| Aktualizováno k 3. dubnu 2022 |         |                  |                  |                  |       |           |                  |               |

## Vrcholné akce

### Mistrovství světa
| Rok                                         | Věk    | Slalom | Obří slalom | Super-G | Sjezd | Kombinace | Týmy |
| 2013                                        | 17 let | DNF1   | —           | —       | —     | —         | 9.   |
| 2015                                        | 19 let | 44.    | 30.         | —       | —     | —         | —    |
| 2017                                        | 21 let | 4.     | 8.          | —       | —     | —         | 2.   |
| 2019                                        | 23 let | 3.     | 1.          | —       | —     | 2.        | —    |
| 2021                                        | 25 let | 2.     | 12.         | 9.      | —     | 2.        | —    |
| DNF1/2 – nedojela do cíle v 1. nebo 2. kole |        |        |             |         |       |           |      |

### Zimní olympijské hry
| Rok                                         | Věk    | Slalom | Obří slalom | Super-G                  | Sjezd                    | Kombinace                | Týmy                     |
| 2014                                        | 18 let | 19.    | 24.         | —                        | —                        | —                        | —                        |
| 2018                                        | 22 let | 13.    | 13.         | 32.                      | DNF                      | 5.                       | 9.                       |
| 2022                                        | 26 let | 1.     | 14.         | nestartovala pro zranění | nestartovala pro zranění | nestartovala pro zranění | nestartovala pro zranění |
| DNF1/2 – nedojela do cíle v 1. nebo 2. kole |        |        |             |                          |                          |                          |                          |

### Mistrovství světa juniorů
| Rok  | Dějiště          | Sjezd | Super-G | Obří slalom | Slalom  | Kombinace |
| 2011 | Crans-Montana    | —     | 34.     | 27.         | 30.     | —         |
| 2012 | Roccaraso        | —     | 26.     | 28.         | 3.      | 5.        |
| 2013 | Mont Sainte-Anne | —     | 24.     | 8.          | 4.      | —         |
| 2014 | Jasná            | —     | —       | 14.         | 1.      | —         |
| 2015 | Hafjell          | —     | 39.     | 17.         | zrušeno | 31.       |

## Evropský pohár
| Umístění na stupních vítězů |                    |                     |             |          |
| Sezóna                      | datum              | místo konání        | disciplína  | umístění |
| 2013 (1 vítězství)          | 26. listopadu 2012 | Vemdalen, Švédsko   | slalom      | 2.       |
| 2013 (1 vítězství)          | 27. listopadu 2012 | Vemdalen, Švédsko   | slalom      | 2.       |
| 2013 (1 vítězství)          | 18. prosince 2012  | Courchevel, Francie | slalom      | 1.       |
| 2014 (1 vítězství)          | 24. prosince 2013  | Levi, Finsko        | slalom      | 1.       |
| 2016 (1 vítězství)          | 7. prosince 2015   | Trysil, Norsko      | obří slalom | 3.       |
| 2016 (1 vítězství)          | 8. prosince 2015   | Trysil, Norsko      | slalom      | 1.       |
| 2019 (2 vítězství)          | 2. března 2019     | Jasná, Slovensko    | obří slalom | 1.       |
| 2019 (2 vítězství)          | 3. března 2019     | Jasná, Slovensko    | slalom      | 1.       |
| Celkem 49 startů.           |                    |                     |             |          |